# Dahei Shan
Dahei Shan är en bergskedja i Kina. Den ligger i provinsen Jilin, i den nordöstra delen av landet, omkring 96 kilometer sydost om provinshuvudstaden Changchun.
Genomsnittlig årsnederbörd är 1 065 millimeter. Den regnigaste månaden är juli, med i genomsnitt 253 mm nederbörd, och den torraste är januari, med 13 mm nederbörd.